# Deutsche Bundesbahn
La Deutsche Bundesbahn ("ferrovia federale tedesca") era la società ferroviaria statale della Repubblica Federale Tedesca ai tempi della divisione.
Fu fondata nel 1949 per gestire le ferrovie della nuova Repubblica Federale, subentrando alla Deutsche Reichsbahn del Deutsches Reich che, nel frattempo passata sotto nuova gestione, continuò a occuparsi del settore ferroviario nella neonata Repubblica Democratica e nei settori occidentali di Berlino.
Il 1º gennaio 1994, in seguito alla riunificazione delle due Germanie, la Deutsche Bundesbahn (occidentale) fu unita alla Deutsche Reichsbahn (orientale), formando la nuova società Deutsche Bahn.

## Storia

### Antefatti

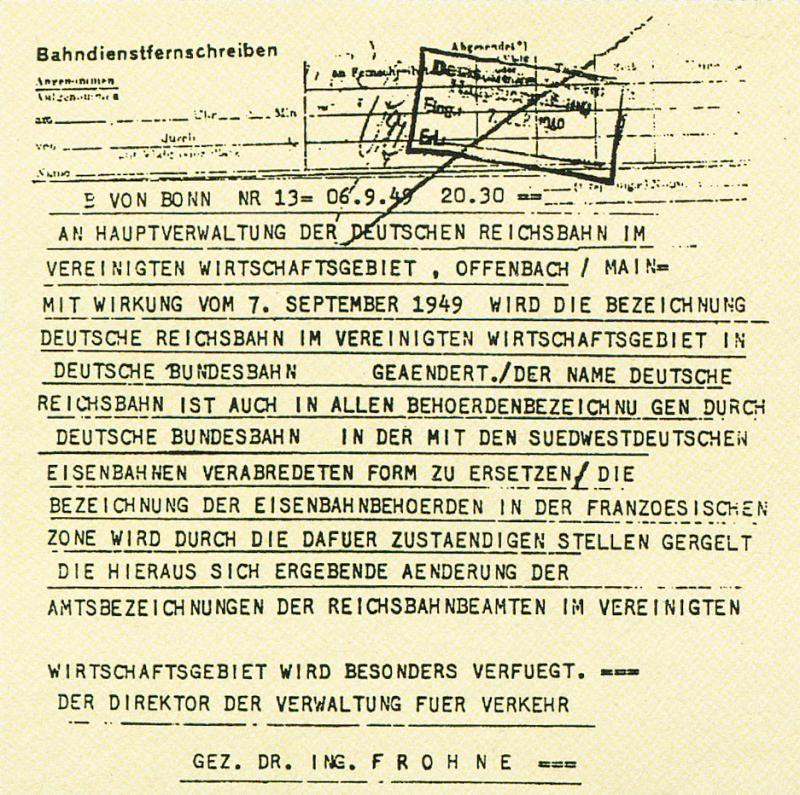
Telegramma che annuncia la formazione delle Deutsche Bundesbahn

Nel secondo dopoguerra, ciascun comando alleato delle forze di occupazione aveva in carico anche la gestione delle ferrovie del territorio occupato. Il 10 ottobre 1946 le ferrovie delle zone occupate dagli anglo-americani vennero costituite in Deutsche Reichsbahn im Vereinigten Wirtschaftsgebiet cioè (ferrovie nazionali germaniche della zona economica unita), e il 25 giugno 1947, le province occupate dai francesi costituirono le Südwestdeutsche Eisenbahn (ferrovie della Germania sud-occidentale). Successivamente le reti vennero riunite con la loro definizione legale stabilita mediante l'emanazione di una legge federale per le ferrovie ratificata il 13 dicembre 1951.

### Organizzazione
Le DB sono state una compagnia ferroviaria statale con la giurisdizione su quasi tutte le ferrovie della Germania Occidentale poste sotto il controllo del Bundesverkehrsministerium (Ministero dei Trasporti Federale). La sede principale fu stabilita a Francoforte sul Meno. Nel 1985 le DB furono la terza azienda più grande della Repubblica Federale Tedesca con una forza lavoro di 322.383 unità. La sorveglianza e la sicurezza erano provviste dalla Bahnpolizei (Polizia Ferroviaria). Il servizio di ristorazione a bordo era fornito dalla Deutsche Schlafwagen und Speisewagengesellschaft (DSG), divenuta più tardi Deutsche Service-Gesellschaft der Bahn.

### 1949-1970
Gli anni immediatamente successivi alla seconda guerra mondiale vennero impiegati nella ricostruzione delle infrastrutture distrutte e nella ricostruzione del parco rotabili. In ciò le DB vennero aiutate dagli stanziamenti del Piano Marshall. All'inizio vennero costruite e immesse in servizio nuove locomotive a vapore le cui ultime in termini temporali furono quelle della serie 10, in servizio dal 1957. Con lo sviluppo della motorizzazione di massa le ferrovie iniziarono a perdere traffico per cui, per economizzare sui costi di esercizio, sulle linee secondarie vennero immessi in servizio degli automotori a due assi Schienenbusse mentre alcune tratte vennero chiuse al traffico. Le linee principali invece vennero elettrificate eliminando a partire dal 1977 la trazione a vapore. Vennero allo scopo costruite anche locomotive diesel allo scopo di velocizzare il trasporto passeggeri. Nacquero nuovi tipi di treni come i Trans Europ Express e gli InterCity.

### 1970-1993
Il periodo vede lo sviluppo di un programma simile a quello francese del TGV con gli esperimenti e poi l'introduzione degli ICE su tratte importanti come la Hannover-Würzburg. Nello stesso periodo viene sviluppata la gestione computerizzata dell'esercizio e la messa in opera di sistemi di sicurezza.
Nell'ottobre del 1990 la riunificazione delle due Germanie vede iniziare anche il processo di fusione e di integrazione delle rispettive reti ferroviarie, DB e DR, che porterà infine, dal 1º gennaio 1994 alla costituzione della Deutsche Bahn.

## Il logo
Il logo della Deutsche Bundesbahn venne progettato da Eduard Ege e introdotto a metà degli anni cinquanta.

## Presidenti delle DB
- Heinz Maria Oeftering, 13 maggio 1957 - 12 maggio 1972
- Wolfgang Vaerst, 13 maggio 1972 – 12 maggio 1982
- Reiner Gohlke, 13 maggio 1982 – 18 giugno 1990
- Heinz Dürr, 1º gennaio 1991 - 31 dicembre 1993